# Wahlenbergia rivularis
Wahlenbergia rivularis là loài thực vật có hoa trong họ Hoa chuông. Loài này được Diels miêu tả khoa học đầu tiên năm 1898.